# Карнауховка (Днепропетровская область)
Карнауховка (укр. Карнаухівка) — посёлок в Каменской городской общине Каменского района Днепропетровской области Украины.

## Географическое положение
Посёлок городского типа Карнауховка находится на правом берегу реки Днепр, между Каменским и Днепром.

## История
Первое упоминание о поселении относится к 1737 году.
Село входило в состав Екатеринославского уезда Екатеринославской губернии.

## Население
В январе 1989 года численность населения составляла 6993 человек.
По состоянию на 1 января 2013 года численность населения составляла 6607 человек.
По состоянию на 1 января 2023 года численность населения составляла 4899 человек.

### Языковой состав
Родной язык населения по данным переписи 2001 года:
| Язык       | Численность, чел. | Доля     |
| ---------- | ----------------- | -------- |
| Украинский | 5 774             | 89,26 %  |
| Русский    | 620               | 9,58 %   |
| Другие     | 75                | 1,16 %   |
| Итого      | 6 469             | 100,00 % |

## Объекты социальной сферы[6]
- Школа.
- Школа I—II ст.
- Дом культуры.
- Амбулатория.
- Отделение Новой почты

## Транспорт
Рядом проходят Приднепровская железная дорога (станции Карнауховка, Платформа 8 км, Платформа 164 км и Платформа 165 км) и автомобильная дорога Н-08.
- Транспорт — на Каменское: маршрутное такси 3-го, 6-го, 23-го (экспресс) маршрутов, трамвай № 3.
- На Днепр: автобус сообщением Карнауховка (амбулатория) — Днепр (Старомостовая площадь).
- Пригородные поезда — остановки 164 и 165 км.

## Достопримечательности
- Братская могила советских воинов.
- Памятник Т. Г. Шевченко. Открытие памятника состоялось 25 августа 2013 года на праздновании 276-летия поселка.